# ラパヌイ岩
ラパヌイ岩（Rapanui Rock）またはシャグ岩（Shag Rock）は、ニュージーランドのクライストチャーチ近くのエイヴォン川とヒースコート川の三角江にある岩島。潮汐時に11メートルの高さになる岩島だったが、2011年2月22日に発生したカンタベリー地震により崩壊した。

## ギャラリー

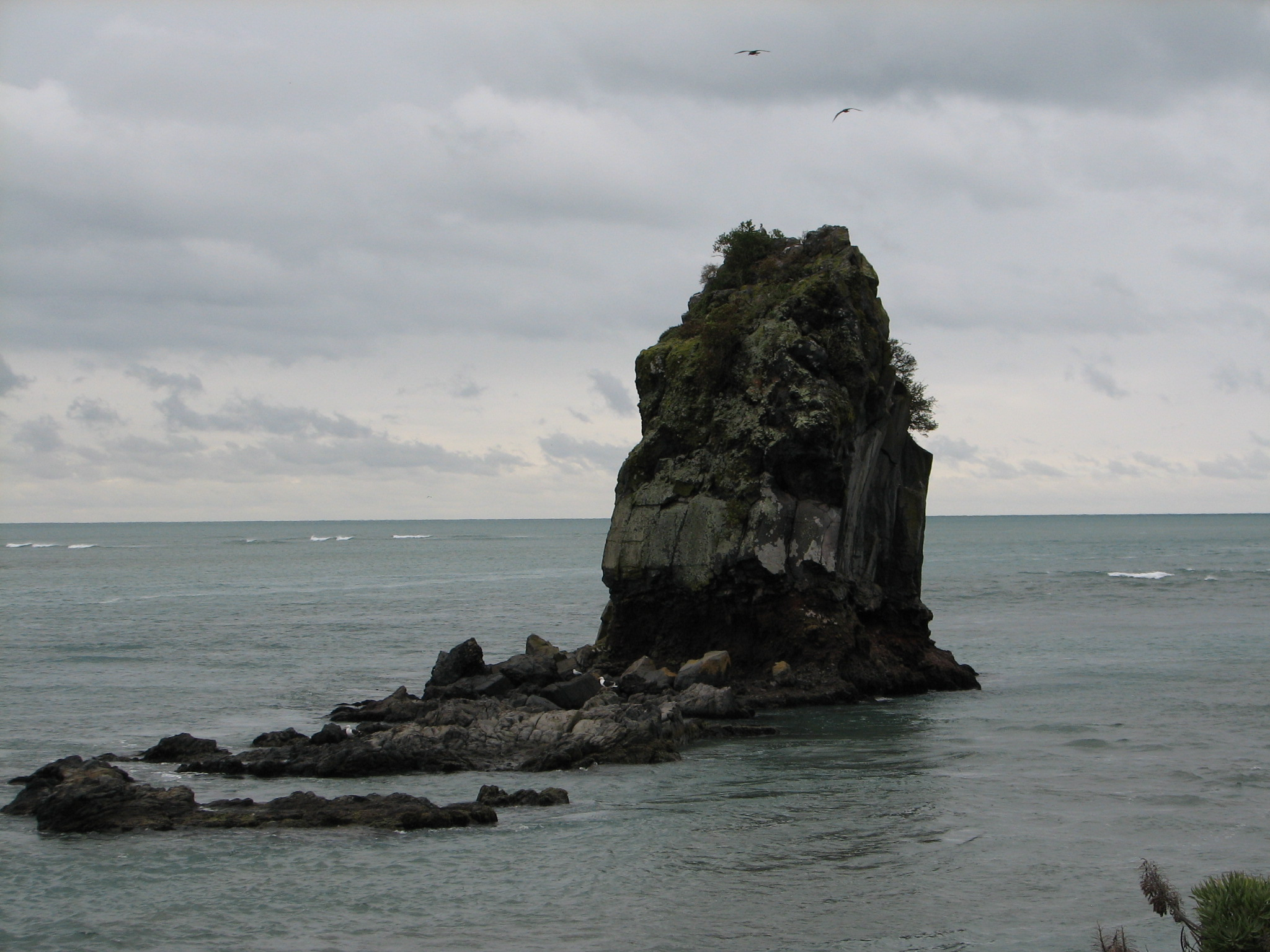
ラパヌイ岩
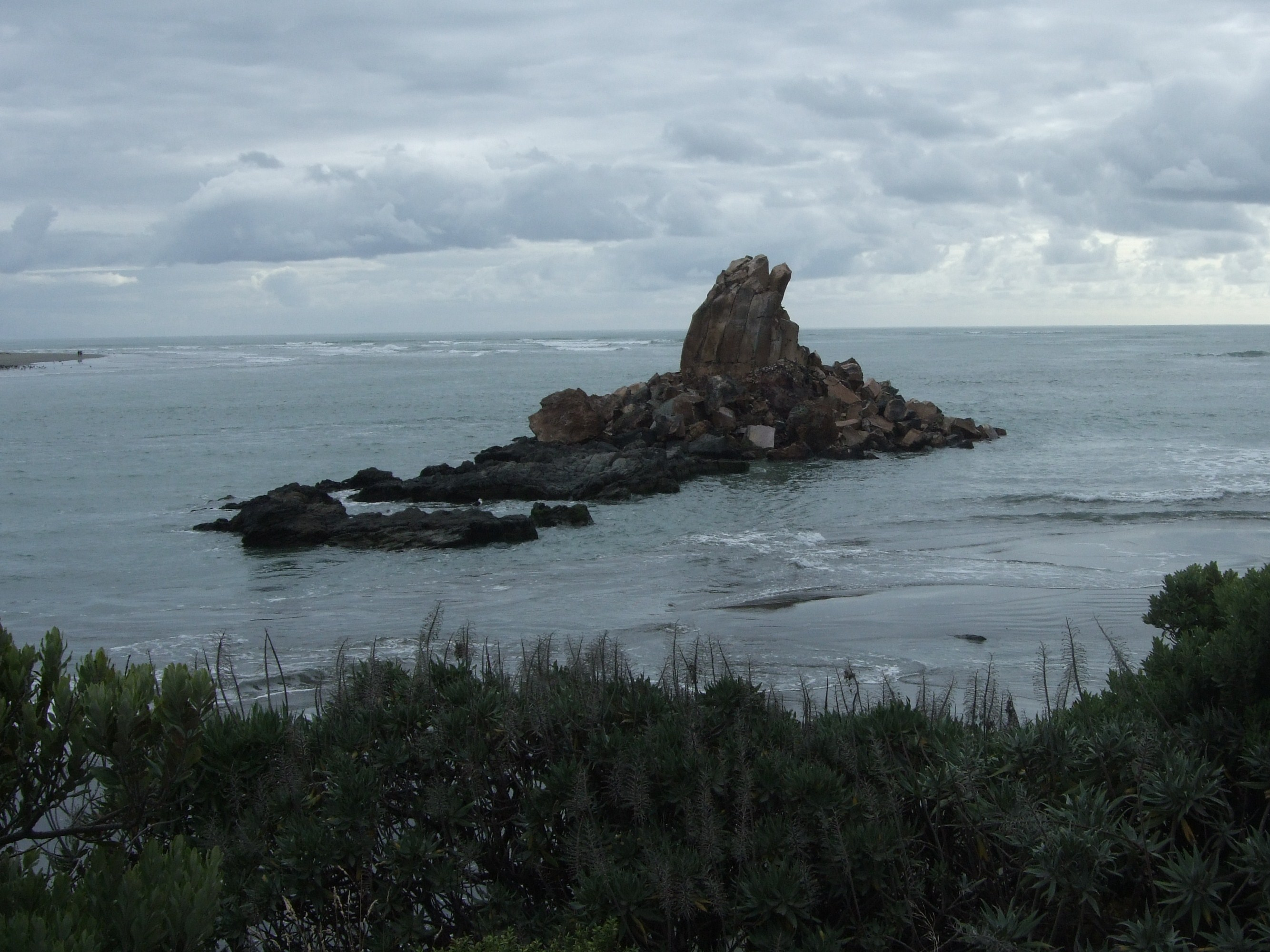
カンタベリー地震で崩壊したラパヌイ岩（2011年3月9日撮影）